# Mehmed Baždarević
Mehmed Baždarević, född den 28 september 1960 i Višegrad, Jugoslavien (nuvarande Bosnien och Hercegovina), är en jugoslavisk/bosnisk före detta fotbollsspelare som tog OS-brons med Jugoslavien vid de olympiska sommarspelen 1984 i Los Angeles.
Baždarević blev i december 2014 Bosnien och Hercegovinas förbundskapten i fotboll när han efterträdde Safet ''Pape'' Susic. Detta med uppgiften att leda sitt land till EM-slutspel 2016; något han dock misslyckades med efter att laget blivit utslaget i playoff-mötet med Irland. Efter det misslyckade kvalet till VM 2018 löpte Baždarević kontrakt med förbundet ut.

### Webbkällor
- Denna artikel är helt eller delvis översatt från motsvarande artikel på engelska wikipedia.
- Baždarević på sports-reference.com (engelska)